# Варкетили (станция метро)
«Варкетили» (груз. ვარკეთილი) — временно закрытая станция Тбилисского метрополитена. Расположена на Ахметели-Варкетилской линии после станции метро «Самгори» и является южной конечной Ахметели-Варкетилской линии. Глубина станции — 33 метра
Была открыта 9 ноября 1985 года, автор проекта — В. Бахтадзе, проектирующая организация «Тбилгорпроект».
В 2007 году была осуществлена реконструкция станции и обновление интерьера.
В 2017 году было осуществлено полное обновление интерьера.
В феврале 2023 года на станции заново начался ремонт. Будет произведена модернизация интерьера и внутренней инфраструктуры станции с заменой потолка.
12 июля 2025 года станция закрылась для пассажиров. Ориентировочное время проведения работ - 45 дней. Организован временный маршрут автобуса №174, который доставит пассажиров на станцию Самгори.

## Происшествия
30 января 2018 года рано утром на станции произошло обрушение части потолка. В результате обвала потолка пострадали около 15 человек. Пострадавшие были доставлены в медицинские учреждения. Сам мэр столицы Каха Каладзе сообщил, что жертв нет. Плановый ремонт станции завершился за четыре месяца до происшествия, в сентябре 2017 года. Строительные работы вела победившая в тендере компания «Кварелреммшени». Станция была закрыта до 31 января.

## Галерея

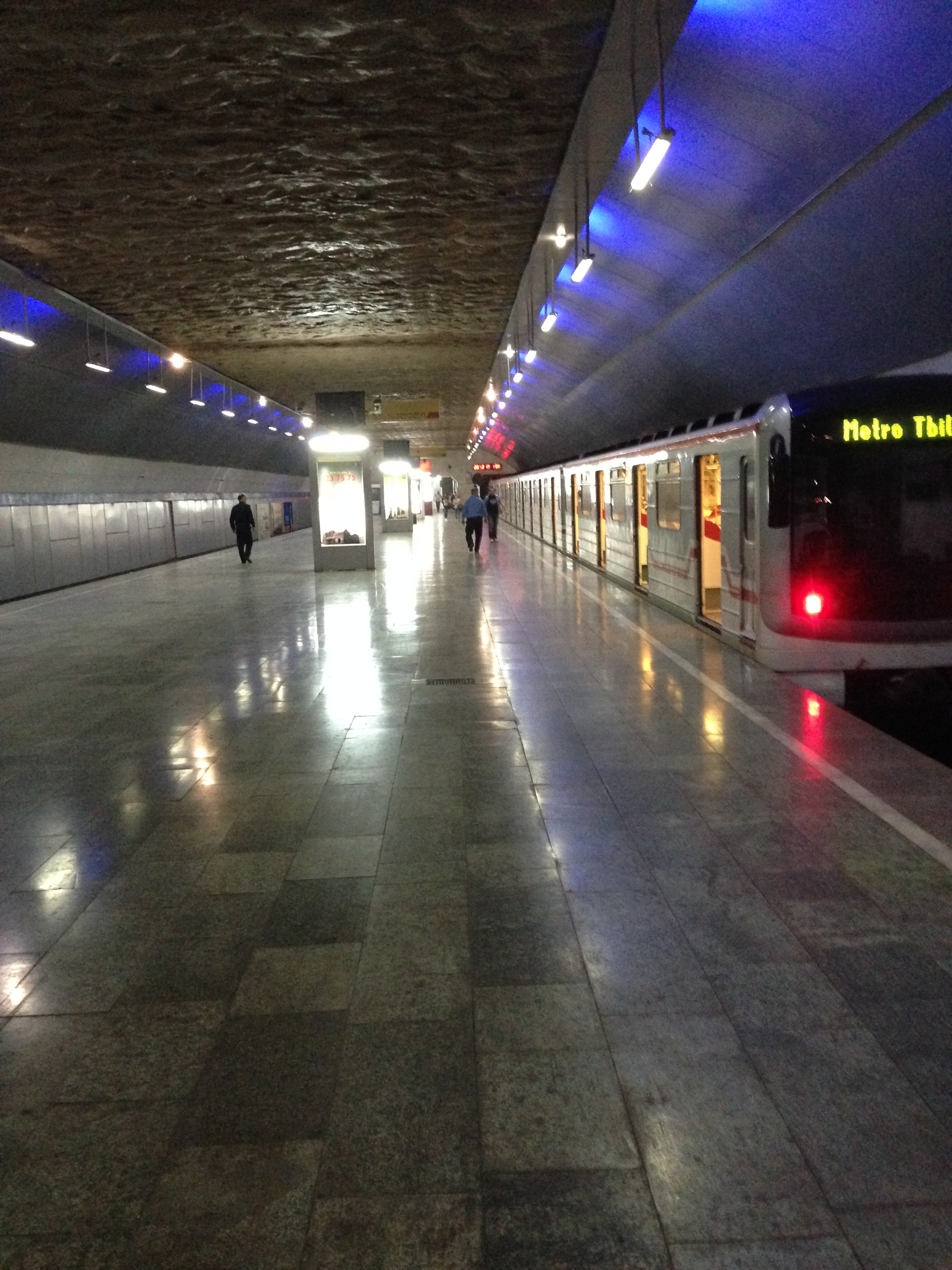

## Ссылки

Схема тбилисского метрополитена